# Списак амбара у Србији
Амбар или житница је грађевина која је због значаја за развој руралног домаћинства проглашена за непокретно културно добро као  споменик културе, а може да се односи на:
- Амбар са котобањом, Пазовачка 46 Голубинци, општина Стара Пазова
- Амбар са котобањом, Пазовачка 42 Голубинци, општина Стара Пазова
- Амбар у Лаћараку, општина Сремска Митровица,
- Амбар у Кузмину, Савска 94, општина Сремска Митровица,
- Амбар у Кузмину, Змај Јовина 57, општина Сремска Митровица,
- Амбар са котобањом у Ашањи, општина Пећинци,
- Амбар са котобањом, Савска 15 у Купинову, општина Пећинци,
- Амбар са котобањом, Жике Маричића 17 у Купинову, општина Пећинци,
- Амбар са котобањом у Сремским Михаљевцима, општина Пећинци,
- Амбар са котобањом у Буђановцима, општина Рума,
- Амбар у Гибарцу, Маршала Тита 7, општина Шид,
- Амбар у Гибарцу, Маршала Тита 42, општина Шид,
- Амбар у Шиду, Ул. Моше Пијаде 62, општина Шид,
- Амбар у Шиду, Ул. Змај Јовиној 62, општина Шид
- Амбар и котобања у Сремским Михаљевцима, општина Пећинци,
- Амбар у Мартинцима, општина Сремска Митровица,
- Амбар у Засавици, општина Сремска Митровица,
- Амбар у Дечу, општина Пећинци,
- Амбар у Беркасову, општина Шид,
- Амбар са котобањом, општина Стара Пазова.